# Voroncova palača (Alupka)
Voroncova palača (ukrajinsko Воронцовський палац; rusko Воронцо́вский дворе́ц) ali palača Alupka je zgodovinska palača ob vznožju Krimskega gorovja v bližini mesta Alupka na Krimu. Voroncova palača je ena najstarejših in največjih palač na Krimu  in je ena najbolj priljubljenih turističnih znamenitosti na južni obali Krima.
Palača je bila zgrajena med letoma 1828 in 1848 za ruskega princa Mihaila Semjonoviča Voroncova kot njegova osebna poletna rezidenca po ceni 9 milijonov srebrnih rubljev. Zasnovana je bila v ohlapni interpretaciji angleškega neorenesančnega sloga, delo angleškega arhitekta Edwarda Bloreja in njegovega pomočnika Williama Hunta. Stavba je hibrid več arhitekturnih slogov in nobenemu. Med temi slogi so elementi škotske baronske, neo indo-saracenske arhitekture in neogotske arhitekture. Blore je zasnoval veliko stavb v Združenem kraljestvu in je bil pozneje še posebej znan po dokončanju oblikovanja Buckinghamske palače v Londonu.
Po dokončanju je palačo obiskalo veliko pripadnikov elitnega vladajočega razreda Ruskega imperija; veliko teh bogatih plemičev je bilo s palačo in njenim obmorskim mestom tako prevzeto, da so si ustvarili svoje lastne poletne rezidence na Krimu. Do zgodnjega 20. stoletja jih niso imeli le številni aristokrati, temveč tudi člani cesarske družine, vključno s samim carjem.
Pomembna značilnost Voroncove palače je sosednji park, v katerem je 40 hektarjev zelenja in dreves, ki ga je uredil nemški krajinski vrtnar Carolus Keebach. Danes je Voroncova palača del nacionalnega zgodovinskega rezervata Kompleks palače-parka Alupka, vključno s palačo Massandra v sosednji Massandri.
Zaradi statusa pomembne lokalne turistične znamenitosti in arhitekturnega spomenika je bila Voroncova palača in njen okoliški park pogosto predstavljen v ukrajinskih in sovjetskih kinematografskih produkcijah, kot so: Navadni čudež (1964), Nebesnye lastochki (1976), Nori dan ali Figarova poroka (2004) in Sappho (2008).
Ruski pesnik Ivan Bunin je leta 1900 obiskal palačo in napisal kratko pesem z naslovom Dolga uličica, ki vodi do obale ... (rusko: К прибрежью моря длинная аллея ...) 

## Zgodovina
V obdobju po napoleonskih vojnah je novo mesto Odesa postalo južna prestolnica Rusije z živahno svetovljansko družbo, osredotočeno na peščico ruskih aristokratov in polskih žensk, kot sta Zofia Potocka in Karolina Rzewuska. Po zapisih Filipa Vigela, je podkraljev dvor v Odesi izgledal kot »majhna prestolnica cesarskega princa« . Medtem ko so se v Odesi pojavile številne neoklasicistične stavbe, so Krim (ali Taurica, kot je bil takrat bolje znan) še vedno dojemali kot divje, eksotično zaledje. Sredi 1820-ih so se pojavila zelo priljubljena romantična dela, ki so slavila njegovo lepoto, na primer pesmi Aleksandra Puškina Bahčisarajski vodnjak in Adama Mickiewicza Krimski soneti. Oba pesnika sta bila očarana z orientalsko romantiko lorda Byrona in sta Krim predstavljala kot eksotično deželo tatarskih muslimanskih tradicij, ki je v Krimskem kanatu cvetela vse do propada leta 1783.
Mihael Voroncov je bil maja 1823 imenovan za podkralja Novorosije. Še pred prihodom v Odeso so Voroncovci odkupovali zemljišča na jugozahodu Krima, ki je bil redko poseljen in takrat malo znan. Alupko je leta 1824 kupil polkovnik Theodosios Reveliotis, lastnik Livadije in Oreande . Do takrat so imeli Voroncovi posesti tudi v Gurzufu, Massandri, Ai-Danilu in rtu Martian .

### Izvirna zasnova in etos
Voroncova palača je bila poletna rezidenca generalnega guvernerja Novorosije, kneza Mihaila Semjonoviča Voroncova (rojen 1782 - umrl 1856). Princ je bil predan anglofil. Njegov oče Semjon Voroncov je bil veleposlanik Katarine Velike v Angliji in princ se je šolal v Londonu. Njegova sestra Katarina se je poročila z angleškim aristokratom in postala grofica ene največjih angleških podeželskih hiš, Wilton House. Z ustoličenjem Pavla I. je leta 1796 Semjon Voroncov izgubil naklonjenost, njegove posesti pa so bile po nastopu Aleksandra I. zaplenjena in vrnjena šele leta 1801, zato ni presenetljivo, da se je odločil, da bo do smrti živel pri hčeri v Angliji in da je bil Mihail Voroncov pogost obiskovalec te države. 
Voroncov je od lokalnega Tatara pri Alupki od leta 1823 odkupoval zemljišče za mesto svoje nove palače. Pridobitev je bila del dogovora, zaradi katerega je moral Voroncov zgraditi novo mošejo. 
Del lokacije je že leta 1787 angleški krajinski vrtnar William Gould zasadil s finimi drevesi za princa Potemkina, kot del Potemkinovega 'izboljšanja' območja med obiskom Katarine Velike, po Potemkinovi aneksiji Krima k Rusiji. Ko je pridobil lastništvo, je Voroncov nemudoma zaposlil nemškega vrtnarja Karla Kebacha za nadaljnje izboljšanje lokacije in ureditev posesti in vrtov za predlagano novo palačo.
Leta 1824 je arhitekt Philip Elson dobil naročilo, da zgradi majhno hišo, kjer bi se nastanila družina Voroncov, medtem ko je bila nova palača v gradnji. Zdaj precej spremenjena in znana kot Azijski paviljon, ta zgradba še vedno stoji.
Prvotno si je princ želel strogo klasično zasnovo, načrte za takšno zasnovo je v Chesterju izdelal arhitekt Thomas Harrison, na mestu pa ga je prilagodil оdеški arhitekt Francesco Boffo. Oba arhitekta sta že prej sodelovala pri zasnovi uradne rezidence Voroncova v Odesi. Harrisonovi načrti za palačo v Alupki prikazujejo klasično vilo na mestu sedanjega corps de logis s spalnim nadstropjem spodaj, na katerih so zdaj spodnje terase . Na vrtni sprednji strani, obrnjeni proti morju, načrti kažejo na veliko dvojno višino klasične eksedre; ta koncept je moral Voroncov odobriti, saj je bil edini element (čeprav preoblikovan v islamski slog), vključen iz Harrisonovega načrta v nov načrt.
Gradnja se je začela leta 1828, vendar so jo ustavili junija 1831, preden se je zgradba dvignila iz temeljev. To je bilo morda zato, ker je glavni arhitekt Harrison umrl in Boffo, ki je delal sam, morda ni bil pravi - njegove spremembe Harrisonovih načrtov za guvernerjevo rezidenco v Odesi so bile neugodno sprejete.

### Sprememba načrta
Voroncov je veliko potoval po Angliji in nedvomno videl na novo nastajajoč, vendar retrospektiven jakobinski slog arhitekture - hibridne neo sloge, ki temeljijo na angleških stavbah poznega 16. in začetka 17. stoletja, na kar je vplival angleški renesančni slog, ki se je pozno razvil iz italijanskega renesančnega sloga stoletja prej. Voroncov se je odločil pregledati zasnovo, da bi vključil te nove trende iz zahodnoevropske arhitekture.
Ta velika sprememba od klasične zasnove do precej bolj zapletenega sloga, ki je bil v Rusiji malo znan, je pomenila, da je Voroncov moral najti drugega arhitekta, da bi izvedel novo zasnovo. To je še dodatno zapletlo željo Voroncova, da ne bi imel samo ohlapnega jakobiskega sloga, ampak tudi, da bi vključil motive iz islamske arhitekture, da bi poudaril orientalski vpliv, ki je viden v kanovi bahčisarajski palači, utrdbi Eni-kale in drugi lokalni tatarski arhitekturi. Tako zasnovana naj bi poudarila položaj Krima kot kraja, kjer se srečujeta vzhod in zahod. Bil je radikalen odmik od neoklasicističnega sloga, ki je prevladoval v ruski arhitekturi tega obdobja.
Zaradi širitve Britanskega imperija je podoben pristop pridobival na popularnosti tudi v Veliki Britaniji. Anglizirano razlago islamske arhitekture ponazarjata Kraljevi paviljon v  Brightonu, dokončan leta 1823 in Sezincote House, dokončana nekaj let prej. Obe stavbi sta se močno opirali na islamske motive, ki so bili pozneje vidni v Voroncovi palači in so bili novi tudi v času prinčevega obiska Anglije .
Voroncov se je za prenovo in dokončanje stavbe odločil britanskega arhitekta Edwarda Bloreja. Blore je bil radovedna izbira arhitekta; čeprav je njegovo delo pogosto znano kot dolgočasno in nenadihujoče. Ugledni arhitekturni zgodovinar Howard Colvin je trdil, da je »dolgočasna kompetenca preplavila vse njegovo delo«, medtem ko je arhitekturni strokovnjak za podeželske dvorce Mark Girouard Blora označil za »malo dolgčasen« . Vendar pa je Blorejevo ravnodušno in konvencionalno modo občudovala angleška aristokracija torijcev, v katerega je spadala Voroncova sestra in za katere je Blore delal pri Wiltonu. Anglofil Voroncov je bil tudi velik oboževalec in prijatelj sira Walterja Scotta, za katerega je Blore delal v veliki škotski baronski podeželski hiši Abbotsford House; zato se zdi verjetno, da so te poslednje povezave vodile Voroncova do Blora.
Blore je že delal na številnih velikih britanskih zgradbah in nekaj stavbah v kolonialni Avstraliji. Sam Blore ni obiskal mesta Alupka, vendar je bil dobro obveščen o gorski pokrajini in terenu na tem območju.  Gradnja se je ponovno začela leta 1830 pod nadzorom Blorejevega kolega arhitekta Williama Hunta.

### Arhitektura
Blorejev novi načrt za corps de logis je omejevala Voroncova želja po uporabi podnožja in temeljev, ki so bili zgrajeni za Harrisonovo prvotno zasnovo; to je močno omejilo obliko, velikost in postavitev glavnih prostorov palače. Namesto da bi postavil kompaktno in nizko klasično vilo, kot jo je zasnoval Harrison, je bil Blorejev načrt korenito drugačen, z močnimi angleškimi renesančnimi tudorskimi značilnostmi na severni strani in eklektično mešanico zahodne in islamske značilnosti na južni. Osrednji obok južne fasade je bil navdihnjen pri mošeji Jama Masjid v Delhiju, kar je omogočilo vključitev klasične eksedre Harrisonove zasnove.
Ponekod je mogoče arhitekturne sloge, ki so na videz nasprotni, videti istočasno; to še posebej velja za dimniške kape, ki spominjajo na islamske minarete. Ti skupaj z grajskimi parapeti dodajo skoraj mavrski element poznega angleškega renesančnega zraka severne fasade.
Vendar je južna vrtna fasada najbolj islamska; ima ravno streho, v središču sta dva minareta, ki obkrožata masiven osrednji obok v obliki štrleče verande dvojne višine. Notranjost verande ima obliko eksedre, ki je res izvrstno okrašeno odprto preddverje; na njej je napis Šahada, v arabščini ni Boga razen Alaha. Portik obdajata dve kratki krili, vsako z dvema obokoma in okrašen z balkoni in verandami iz litega železa s pogledom na terase in kipe.
Medtem ko so bile zasnove za corps de logis omejene s temelji Harrisonovega prejšnjega načrta, sekundarnih kril in okolice ni bilo. Blorejev pomočnik arhitekt Hunt se je, poleg opustitve Harrisonovega koncepta spalnic, postavljenih na terasah pod corp de logis, odločil za tipična široka razprostrta krila in gospodarske prostore angleške podeželske hiše 19. stoletja. Te so v celoti izkoristile naklone in topografijo zemljišča, z dvorišči pa spominjajo na majhno srednjeveško, utrjeno mesto s stolpi in visokim obzidjem. Nikjer ni to bolj očitno kot Šuvalov prehod, zaprt dovoz, stisnjen med visokimi stenami dveh kril, ki vodi od zahodnega vhoda do sprednjega dela pred severno fasado. Prehod, ki se zasuka in zavije pod visokim zidom in stolpi in celo preide pod most, bolj spominja na ulico srednjeveškega mesta, ne pa na pristop k podeželski hiši.

### Gradnja
Voroncov je za gradnjo palače pripeljal na tisoče svojih kmetov iz moskovskih, Vladimirskih in Voroneških gubernij Ruskega imperija. Ti neplačani delavci so vse delo opravljali ročno, pomagali so si le s primitivnim ročnim orodjem. Za pomoč pri gradnji so pripeljali tudi zidarje. Klesani bloki palače so bili narejeni iz lokalnega zelenkasto-sivega kamna [30], izbranega zaradi svoje edinstvene barve, ki ustreza barvam okoliške gorske pokrajine in gozdnega zelenja. Vsi drugi gradbeni materiali so bili uvoženi izven imperija.
Ena prvih številnih sob palače, ki je bila dokončana, je bila glavna jedilnica, zgrajena od 1830 do 1834. Glavno osrednje krilo dvorca je bilo zgrajeno od 1831 do 1837. Med letoma 1841 in 1842 je bila zgrajena sosednja biljardnica. Od leta 1838 do 1844 so dokončali krilo za goste, vzhodno krilo, stolpe, servisno krilo in sprednji vhod. Zadnje zgrajeno krilo je bilo knjižnično krilo; to se je gradilo od 1842 do 1844. Preostala štiri leta gradbenih del so bila porabljena za notranjo opremo palače.
William Hunt, arhitekt na kraju samem, zaposlen za nadzorovanje Blorejeve zasnove, je sicer ostal zvest Blorejevim splošnim načrtom, a se jih ni bal spremeniti. Najpomembneje je bilo, da je zahodno vhodno poslopje, glavni pristop k palači, z osmerokotnimi stolpi, Hunt preuredil v angleškem grajskem slogu iz 14. stoletja, s trdnimi okroglimi stolpi in mašikulami, skoraj enakimi stolpom na gradu Bodiam, Vzhodni Sussex.
Po dokončanju palače je Hunt ostal v Alupki in delal na vrsti projektov na posestvu in okoli njega, dolge ceste in strukturne izboljšave vrtov, ki obdajajo palačo. Eden njegovih največjih projektov je bil prizidek same palače, krilo Šuvalova, ki naj bi bila poletna rezidenca Voroncove hčere grofice Sofije Šuvalove in njenih otrok, grofica je bila odtujena od svojega moža. To krilo je palačo povezalo do zahodne hiše in ustvarilo zaprt prehod Šuvalov, ki vodi do glavnega vhoda. Hunt je ostal prinčev zaposlen do upokojitve leta 1852 .

## Notranjost
Palačo sestavlja skupno 150 sob, katerih glavnina ima tla obložena z lesenimi tlaki. [33] Znotraj corps de logis je Blore nameraval slediti angleški tradiciji 19. stoletja izstopajočih moških in ženskih apartmajev sprejemnih prostorov; s knjižnico, jedilnico in biljardno sobo, ki je levo od osrednje dvorane za moške, in sobo za risanje na desni strani za ženske. Ta postavitev območij, označenih po spolu, je postala priljubljena v viktorijanski Angliji; vendar njegov namen ni bil ločevanje spolov, ampak bolj določitev pohištva - moška cona je po navadi imela težko pohištvo iz hrasta in temne turške preproge, medtem ko je imela ženska cona bolj občutljivo pohištvo iz palisandra, preproge Aubusson in mehke činc opremo . Vendar pa iz neznanih razlogov ta koncept ni bil nikoli izveden in ženski del hiše je bil razširjen na moško stran, pri čemer je predvidena biljardna soba postala grofovski boudoir, studio pa je postal majhna dnevna soba za žensko uporabo. Nad temi sobami, obrnjenimi proti morju, so bile družinske spalnice.
Po ženskih zahtevah so knjižnico in jedilnico premestili v sekundarno krilo, ki je bilo zgrajeno šele pozneje. To krilo je povezano z zahodnim corps de logis z veliko arkadno ložo; prvotno odprto, zdaj  zastekljeno, znano kot Zimski vrt. Kasnejše sekundarno krilo, znano kot krilo Šuvalov (po imenu Voroncovega zeta, grofa Šuvalova), ni bilo del Blorejevega prvotnega načrta, in ga je zasnoval njegov pomočnik William Hunt.
Zdaj je muzej, ki obsega več sob, med katerimi so najbolj znane modra soba, kantina, jedilnica in kitajski kabinet. Muzej zajema prvih osem sob prvega nadstropja, v katerih je več kot 11.000 eksponatov, vključno z gravurami iz 18. stoletja, slikami od 16. do 19. stoletja, vključno s tistimi, ki prikazujejo krimske prizore armenskega slikarja obmorske krajine Ivana Aivazovskega, kot tudi pohištvo, ki so ga  izdelali ruski lesarski mojstri 19. stoletja.
Knjižnica, zadnja soba palače, ki je bila dokončana, temelji na knjižnici sira Walterja Scotta, ki razkriva osebno prijateljstvo, ki ga je Blore imel s Scottom. V notranjosti je približno 6000 literarnih in glasbenih del 18. in 19. stoletja. Notranji izdelki iz lesa, vključno z vrati, oblogami in stropi, so iz hrasta. Stene so okrašene v tkanini, z dizajni nizozemskih, flamskih, francoskih in italijanskih slikarjev. Gotski kamini palače so narejeni iz poliranega diabaza.

## Posestvo
Palača je obdana z vrtovi in parkom; te površine na 40 hektarjih je v prvi polovici 19. stoletja, v obliki amfiteatra s širokim odprtim prostorom in vrtovi, zasajenimi ob sprehajalnih poteh, postavil nemški krajinski vrtnar Carolus Keebach. Pohodne poti so oblikovane z 29 vrečami barvnega kamenja iz krimske vasi Koktebel.
Največji krajinski posegi, ki so bili izvedeni na območju palače, so bili izvedeni med letoma 1840 in 1848 s pomočjo vojakov, ki so pomagali tudi pri oblikovanju in izravnavanju teras, postavljenih pred južno fasado palače. Rastline so bile uporabljene iz različnih krajev po vsem svetu, vključno s Sredozemljem, Amerikama in Vzhodno Azijo.
Keebach je park zasnoval tako, da je vključeval domačo vegetacijo krajine, gorske izvire in bližnje skalnate mase poleg tujih rastlinskih vrst, ki so jih prinesli iz tujine. Danes je v parku še vedno več kot 200 eksotičnih drevesnih in grmovnih vrst, med katerimi so številne palme (Arecaceae), lovorovke (Lauraceae), cipresovke (Cupressaceae), oljke in zimzelena brogovita.
Poleti 1848 so palačo in njene temelje izboljšali z dodatkom treh parov levov iz belega marmorja; ta kip je bil postavljen ob širokem stopnišču, ki se vzpenja po terasah do palače. Vsak kip italijanskega kiparja Giovannija Bonnanija je upodobljen v različni pozi - par 'uspavanih levov' na dnu stopnic, 'budna leva' blizu središča in 'stoječa Medičejska leva' zgoraj blizu palače.
Obalna cesta vodi skozi park, in ga deli na zgornji in spodnji del. V zgornjem parku prevladujejo gorski izviri, pa tudi domače gozdno rastje južne obale in skupine tujih dreves. Značilnost zgornjega parka je Trilbyjev vodnjak, ki je bil tam postavljen leta 1829. Spodnji park je narejen po vzoru italijanskega renesančnega vrta.

## Poznejša zgodovina
Štiri leta po oktobrski revoluciji, leta 1921, je bila palača nacionalizirana, nakar so jo preuredili v muzej. Ta je zasedal glavno, jedilno in knjižnično krilo stavbe. Poleg državno zaseženega premoženja družine Voroncov so v muzeju tudi eksponati nacionaliziranih posesti Romanovih, Jusupov in Stroganov, ki so imeli vsi posestva v bližini. Leta 1927 je bil v krilu Šuvalov nameščen sanatorij "10 let oktobra", medtem ko je glavna palača postala dom poliklinike in zdravilišča Alupka.
Ko je Sovjetska zveza leta 1941 vstopila v drugo svetovno vojno, je bila večina razstavljenih predmetov zaradi varnosti evakuirana iz Alupke. Vendar pa je bilo okupiranih nacističnih nemških sil ukradeno približno 537 umetniških in grafičnih eksponatov (vključno z začasnimi razstavnimi slikami iz Državnega ruskega muzeja in umetniškega muzeja Simferopol), 360 kosov dekorja stavbe, kompleti unikatnega pohištva in vrsta zgodovinskih knjig.
Med vojno je Adolf Hitler palačo dodelil kot nagrado feldmaršalu Erichu von Mansteinu. To pojasnjuje, zakaj je bila palača tako dobro ohranjena. Stavba je bila pozneje spremenjena v muzej za oficirje Wehrmachta, nameščene na Krimu in okoli njega. Prvotno so nacisti načrtovali posodobitev palače, vendar je hiter napredek obalne vojske in podpora jaltskih partizanskih skupin med krimsko ofenzivo palačo rešila pred uničenjem.
Od 11. do 14. februarja 1945 je v sosednji, nekdanji cesarski palači Livadija potekala Jaltska konferenca med predstavniki ZDA, Velike Britanije in Sovjetske zveze. Winston Churchill in del   njegove britanske delegacije so dobili začasno prebivališče v Voroncovi palači. V dveh tednih so gradbeni delavci obnovili 22 sob v glavni palači, 23 sob v krilu Šuvalova in celo obnovili vrtove. Angleški arhitekturni slog palače je od Churchilla dobil pohvalo. 
Po vojni je bila palača uporabljena kot poletno pribežališče sovjetske tajne policije, kasneje pa kot trgovski sanatorij. Leta 1956 so palačo ponovno uredili kot muzej , dve leti pozneje pa so jo še razširili z umetniškimi zakladi. Vendar večina umetnin, odvzetih med vojno, ni bila nikoli obnovljena, le majhen delček nekdanje zbirke je bil vrnjen v muzej. Leta 1965 je bila palača vključena v kompleks palače-parka Alupka, nacionalni zgodovinski rezervat, ki vključuje tudi palačo Massandra v sosednji Massandri, zgrajeno v slogu dvorca Ludvika XIII. za ruskega carja Aleksandra III.
Čeprav je preživela leta obrabe in bojevanja, je zdaj eno krilo palače v nevarnosti, da bo padlo v Črno morje spodaj. V knjižnici, v kateri je skoraj 10.000 knjig in rokopisov, so se začele pojavljati razpoke.  Čeprav je imel Edward Blore v temelj palače vgrajen najsodobnejši drenažni sistem, so leta zanemarjanja in gradnja bližnje kanalizacijske cevi leta 1974 pripomogla k povečanju možnosti za plaz. Druga potencialna katastrofa je okoli srednjeveških vhodnih vrat blizu zahodne strani palače.